# Inferno (Dan Brown)
Inferno is een boek geschreven door de Amerikaanse schrijver Dan Brown en is het vierde deel in zijn Robert Langdon-serie. Het werd voorafgegaan door Het Bernini Mysterie, De Da Vinci Code en Het Verloren Symbool. Inferno werd uitgegeven op 14 mei 2013 door uitgeverij Doubleday in de Verenigde Staten. Een Nederlandse vertaling werd op dezelfde dag gepubliceerd. Deze vertaling werd verzorgd door Marion Drolsbach, Erica Feberwee en Yolande Ligterink en eindredacteur Theo Veenhof. Een trailer voor het boek werd verspreid via YouTube.
In 2016 werd het boek verfilmd.

## Hoofdpersonages
- Robert Langdon, hoogleraar kunstgeschiedenis aan de Harvard-universiteit. Gedurende het hele verhaal lijdt hij aan retrograde amnesie, veroorzaakt door aan hem toegediende benzodiazepinen.
- Bertrand Zobrist. Een geniale biochemicus, die ernstig bezorgd is over de dreigende overbevolking en een bewonderaar van La Divina Commedia van Dante Alighieri. Hij pleegt vlak voor het begin van het verhaal zelfmoord door van de Badia toren te Florence te springen.[3]
- Sienna Brooks. Ze torst een IQ van 208 met zich mee en is afgestudeerd als arts. Ze is zowel een bewonderaar als een liefje van Bertrand en wordt daarom dubbel geschokt door zijn zelfmoord.
- De Provoost. Hij is het hoofd en tevens eigenaar van het Consortium, een uitzendbureau voor ingewikkelde tot onmogelijke zaken. Sienna heeft in het verleden voor de organisatie gewerkt en ze kreeg het gedaan dat Bertrand een jaar lang ongestoord aan een uitvinding kon werken onder de protectie van het Consortium. Na de zelfmoord van Bertrand en een schokkende videoboodschap van hem, die over 1 dag contractueel aan de wereld moet worden getoond, gaat de Provoost twijfelen aan zijn organisatie en zijn laatste klus.
- Elizabeth Sinskey. Ze is in haar jeugd door medicijnen onvruchtbaar geraakt en is nu als vrouw opgeklommen tot het hoofd van de WHO. Zij vreest dat Bertrand na zijn zelfmoord alsnog een monstervirus op de mensheid zal loslaten en ze schakelt Robert Langdon in om haar te helpen.

## Inhoud
Professor Robert Langdon wordt wakker in een ziekenhuis met een hoofdwond en geheugenverlies. Het laatste wat hij zich herinnert is dat hij op de Harvard-campus aan het wandelen was, maar hij beseft vrij vlug dat hij zich in Florence bevindt. Sienna Brooks is een van de dokters en ze legt hem uit dat hij aan het herstellen is van een aanval met een kogel, waarna hij zelf te voet bij spoedgevallen is binnengewandeld. Plots duikt ene Vayentha op. Ze schiet een salvo af op een andere dokter, die voor Robert zorgt en gaat naar Roberts kamer. Sienna neemt Robert vast en vlucht met hem halsoverkop naar haar appartement.
Nadat Sienna de details over zijn aankomst in het ziekenhuis heeft nagelopen, laat ze Robert een cilinder met een biohazard symbool (gevaarlijk biologisch afval) vinden. Dit bevond zich in een geheime, Robert onbekende plek in zijn jas en hij beslist hierna om het Amerikaanse consulaat te bellen. Er wordt hem verteld dat men op zoek is naar hem en het consulaat vraagt naar het adres waar hij zich nu bevindt. Op Sienna’s advies geeft Robert hen een plek tegenover Sienna’s appartement zodat Sienna niet nog meer betrokken wordt bij deze mysterieuze situatie. Al gauw ziet Robert een gewapende Vayentha, die op weg is naar de locatie die Robert aan het consulaat had doorgegeven. Dit is het moment waarop Robert en Sienna ervan overtuigd zijn dat de Amerikaanse staat hen wil vermoorden.

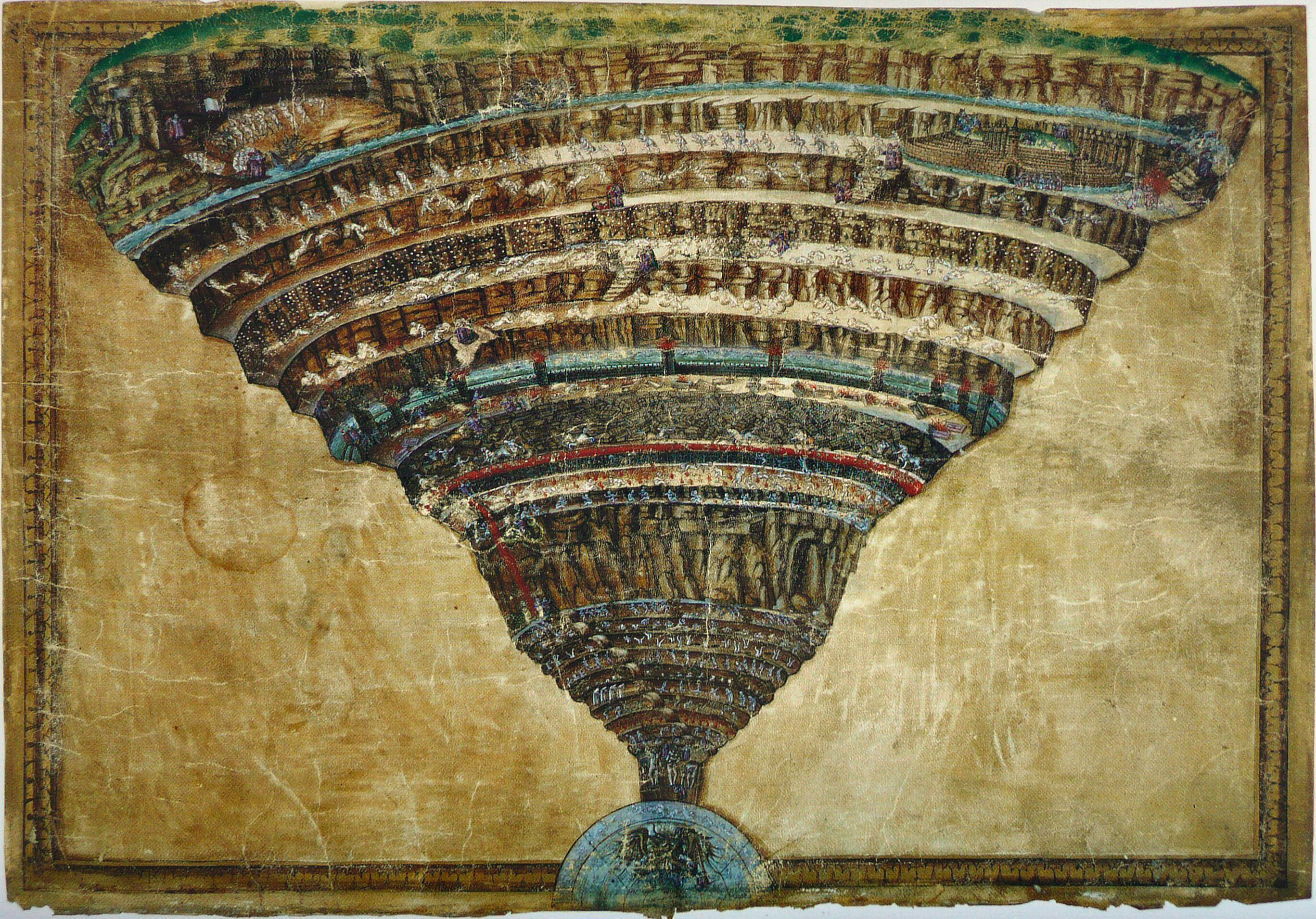
‘De kaart van de hel’ van Botticelli

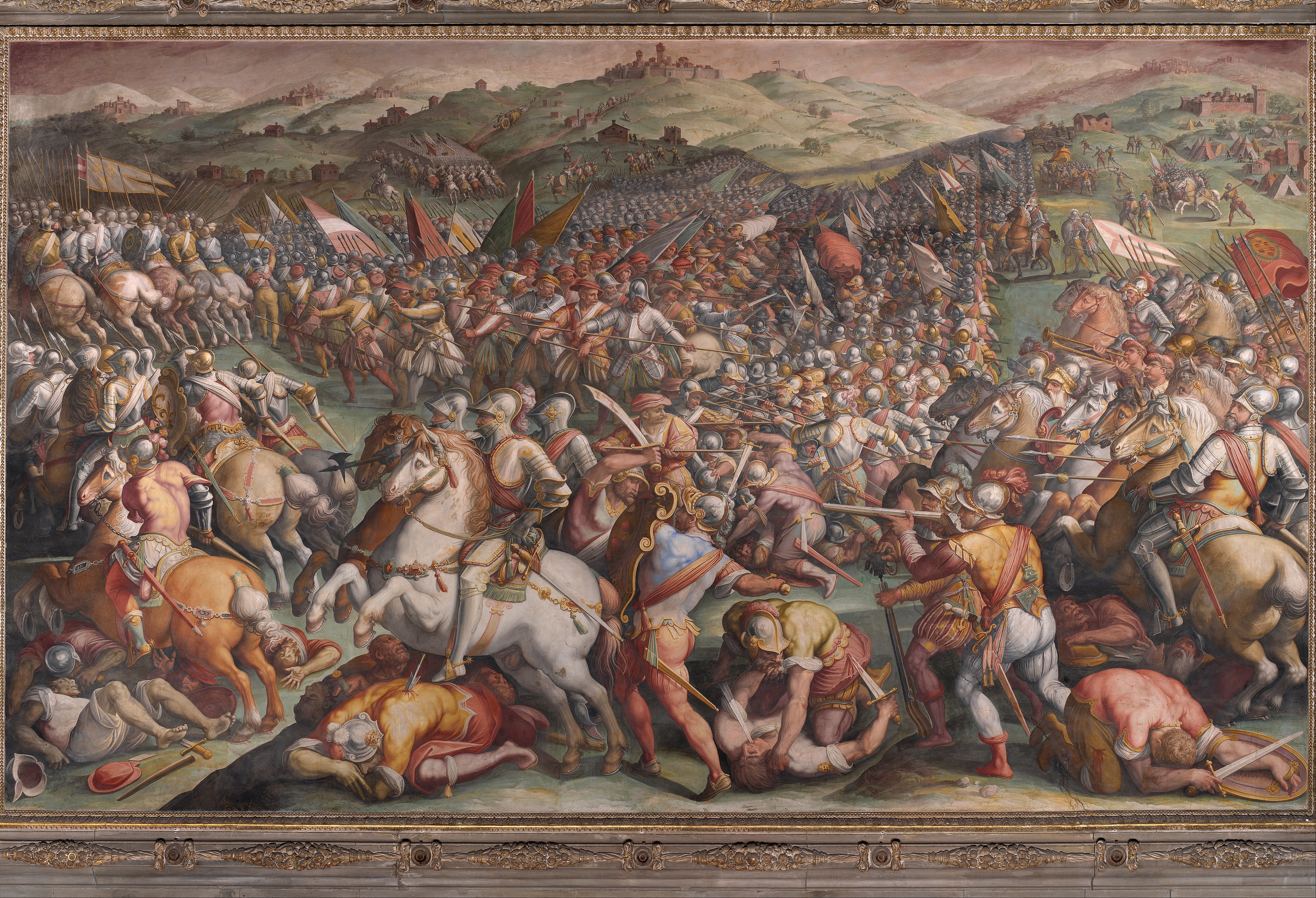
‘De slag van Marciano’ van Vasari

Robert beslist om het cilindertje van dichterbij te bekijken en ziet dat er een hi-tech projector aan zit die een bewerkte versie van Botticelli’s ‘de kaart van de hel’ afbeeldt. Onderaan de verlichting kan men de tekst "The truth can be glimpsed only through the eyes of death” zien. Op dat moment vallen soldaten Sienna’s appartement binnen. Ze kunnen maar net op tijd opnieuw ontsnappen. Robert en Sienna lopen na een wilde rit richting het oude stadscentrum, met de gedachte dat de cilinder iets met Dante Alighieri te maken heeft. Op hun weg komen ze te weten dat de Florentijnse politie en de ‘Carabinieri’ de bruggen afgesloten hebben en op zoek zijn naar een man en een vrouw, die perfect aan hun beschrijving voldoen.
Als ze even tot rust gekomen zijn, bekijkt Robert de kaart opnieuw. Het viel hem al op dat er verschillende letters zichtbaar waren: CATROVACER. Op het eerste gezicht kon hij hier niets van maken, maar toen hij de kaart weer in zijn oorspronkelijke versie probeerde te herstellen, viel het hem op dat de letters twee woorden vormden: ‘cerca trova’. Robert weet dat dit dezelfde woorden zijn als op het schilderij De slag van Marciano van Giorgio Vasari, dat zich in het Palazzo Vecchio bevindt. Robert en Sienna geraken weg via de Buontalenti-grot door een oude weg die uitkomt in de oude ‘Vasari gang’ over de Ponte Vecchio. Deze leidt naar het Palazzo Vecchio. Het kost heel wat moeite, maar uiteindelijk staat Robert voor het schilderij De slag bij Marciano. Hij probeert uit te vissen waar hij nu heen moet door de ‘ogen van de dood’ te linken aan zijn locatie. Een bewaker ziet hem en maakt zich zorgen. Hij verwittigt een conservator van het museum in het Palazzo Vecchio, Marta Alvarez. Zij herkent Robert onmiddellijk, want heeft de vorige avond met Ignazio Busoni een bezoek gebracht aan het museum. Ignazio is de directeur van ‘Il duomo’, de Dom van Florence. Ze leidt Robert en Sienna via trappen naar De slag bij Marciano en Robert realiseert zich dat de bovenkant van de trappen zich op dezelfde hoogte bevindt als de woorden ‘Cerca Trova’ in het schilderij.

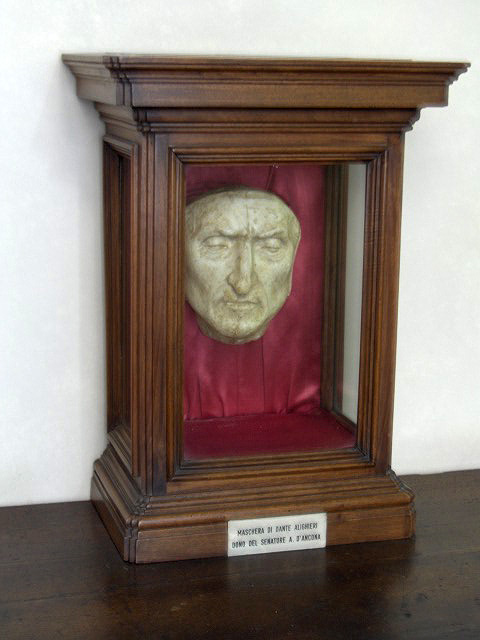
Dodenmasker van Dante

Marta vertelt Robert dat Ignazio hem Dantes dodenmasker getoond heeft de vorige nacht, dat zich in een andere kamer bevindt. Robert probeert de vorige avond te reconstrueren. Ze neemt hem mee naar de plaats van het masker en samen komen ze tot de schokkende ontdekking dat het verdwenen is. Met z’n drieën bekijken ze de beveiligingsfilmpjes waarop ze zien dat Robert en Ignazio het masker stelen. Marta probeert Ignazio op te sporen, maar hoort van zijn secretaresse dat Ignazio gestorven is aan een hartaanval de vorige nacht en dat hij een boodschap aan Robert Langdon heeft achtergelaten. Ignazio’s secretaresse vraagt om Robert te mogen spreken en geeft hem de boodschap door: Ignazio vertelt op een esoterische manier waar het masker zich bevindt en verwijst zo naar ‘Paradijs 25’.

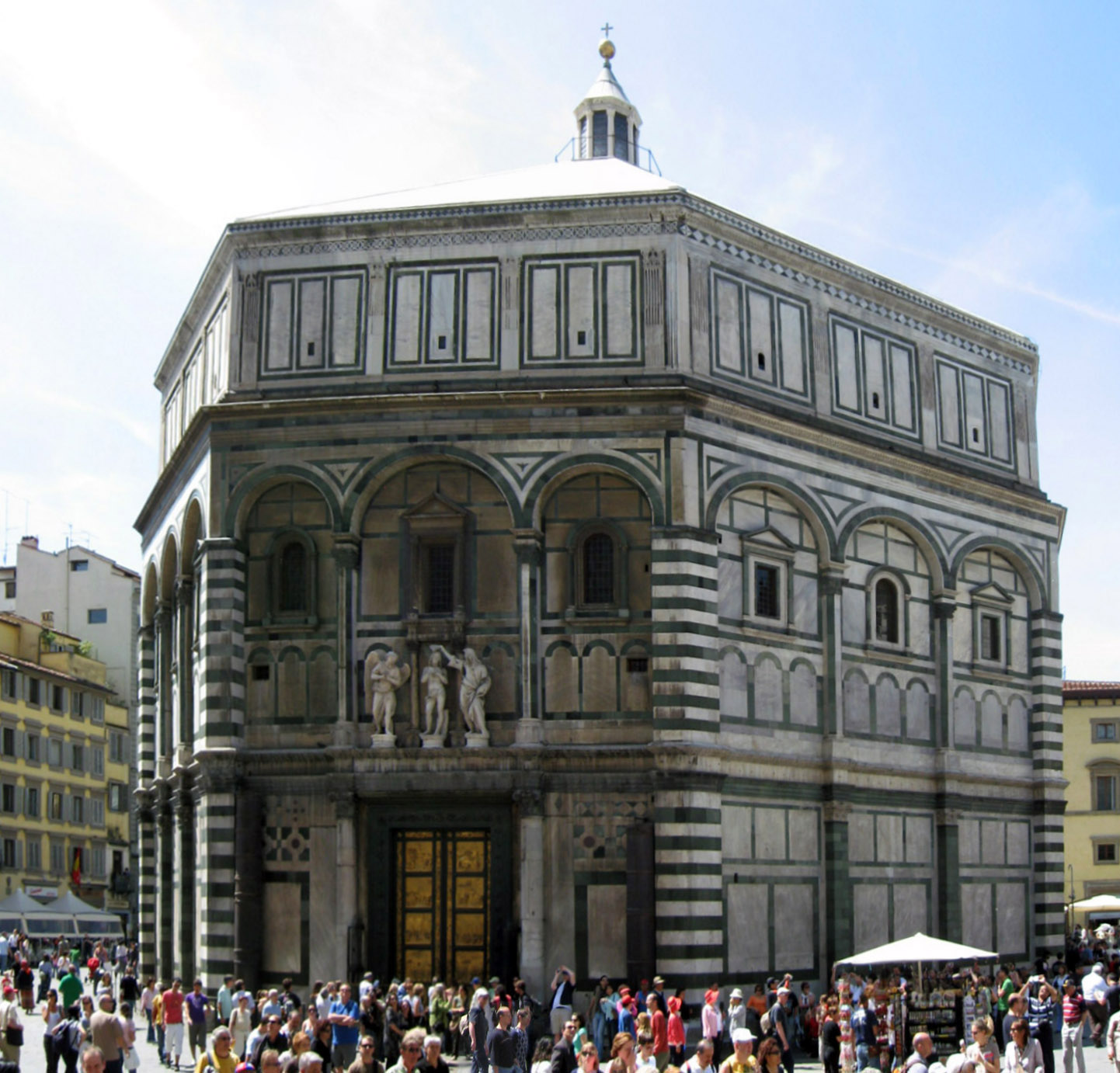
Baptisterium van Florence

Nadat op camerabeelden is te zien dat Robert het masker heeft gestolen, beslissen ze om te vluchten en ze ontsnappen langs de bewakers, maar soldaten arriveerden net op dat moment. Zo steken een enorme zolder over, waar Sienna het moet opnemen tegen Vayentha, die het niet haalt in de strijd en haar dood tegemoet naar beneden stort. Sienna en Robert lopen verder naar het Baptisterium, tegenover de Dom, waar ze het dodenmasker van Dante terugvinden met een raadsel van de huidige eigenaar, Bertrand Zobrist. Deze had het masker als eigenaar uitgeleend aan het museum. Sienna kent Bertrand Zobrist en legt later aan Robert uit dat hij een geniaal geneticus is die tegen de groei van de bevolking is omdat de mensheid zichzelf niet meer onder controle heeft. Hij zou ook werken aan een manier om een ziekte te ontwikkelen die een deel van de wereldbevolking zou uitroeien.
Een man, Jonathan Ferris, die zegt van de Wereldgezondheidsorganisatie te zijn, helpt hen wanneer ze uit het Baptisterium komen om uit de handen van de soldaten te blijven. Ferris heeft een aantal vieze vlekken, die verdacht veel op die van de pest lijken. Ze volgen het raadsel tot in Venetië, waar Ferris plots bewusteloos valt. Onmiddellijk denkt men aan de pest, aangezien een ziekte wereldwijd mensen zou kunnen uitroeien. Sienna overtuigt Robert hiervan en doet hem geloven dat Ferris bezweken is aan de gevolgen van de pest, Zobrists plaag.
Op dat moment wordt Robert opgepakt door de soldaten, terwijl Sienna weet te ontsnappen. Ze brengen hem naar Elizabeth Sinskey, een vrouw die hij in zijn gedachten had en waarvan hij meende gedroomd te hebben. Zij blijkt de directeur van de Wereldgezondheidsorganisatie te zijn en heeft eerder Robert vanuit Harvard naar Florence gevlogen. Zij weet dat Zobrist een week eerder zelfmoord gepleegd heeft, maar ook dat hij een groot aanhanger van Dante was. Elizabeth kwam via Zobrists kluisje aan de projector en raadpleegde Robert om de betekenis van de, door Zobrist aangebrachte, wijzigingen in 'De kaart van de hel' te achterhalen. Wanneer Robert het raadsel nu wel helemaal heeft opgelost vliegen ze per direct in het vliegtuig van de WHO naar Istanboel om de aanwijzingen te volgen. Elizabeth vertelt Robert nu dat de WHO dacht dat Robert samenwerkte met de Zobrist omdat hij na de ontmoeting met Marta en Ignazio stopte met communiceren. De provoost en zijn team vliegen mee in hetzelfde vliegtuig, maar moeten daarin opgesloten blijven. Na afloop van de zoektocht worden ze gearresteerd door Turkse soldaten, hoewel ze op het laatst wel meewerkte met de WHO.
Zobrist had het Consortium betaald om de cilinder te beschermen tot een bepaalde datum. Het Consortium heeft een reputatie van strikte geheimhouding. Hij had ook een video achtergelaten waarin de plek waar de plaag verstopt was zichtbaar was. De video was niet duidelijk, het enige wat men hoorde en zag was water met een zak erin. In de video werd aangegeven dat de wereld de volgende dag zou veranderen. Hier wordt het verhaal duidelijker: de Provoost en zijn team (Vayentha) ontvoerden Robert na de ontmoeting met Marta en Ignazio, maar Robert had het raadsel nog niet helemaal opgelost. Ze gaven hem een middel dat zijn kortetermijngeheugen wiste en creëerden een nepwond op Roberts hoofd. Vayentha en Ferris zijn allemaal acteurs aan het werk voor het Consortium. Het Consortium besloot, na de videoboodschap te hebben gezien, samen te werken met de Wereldgezondheidsorganisatie.

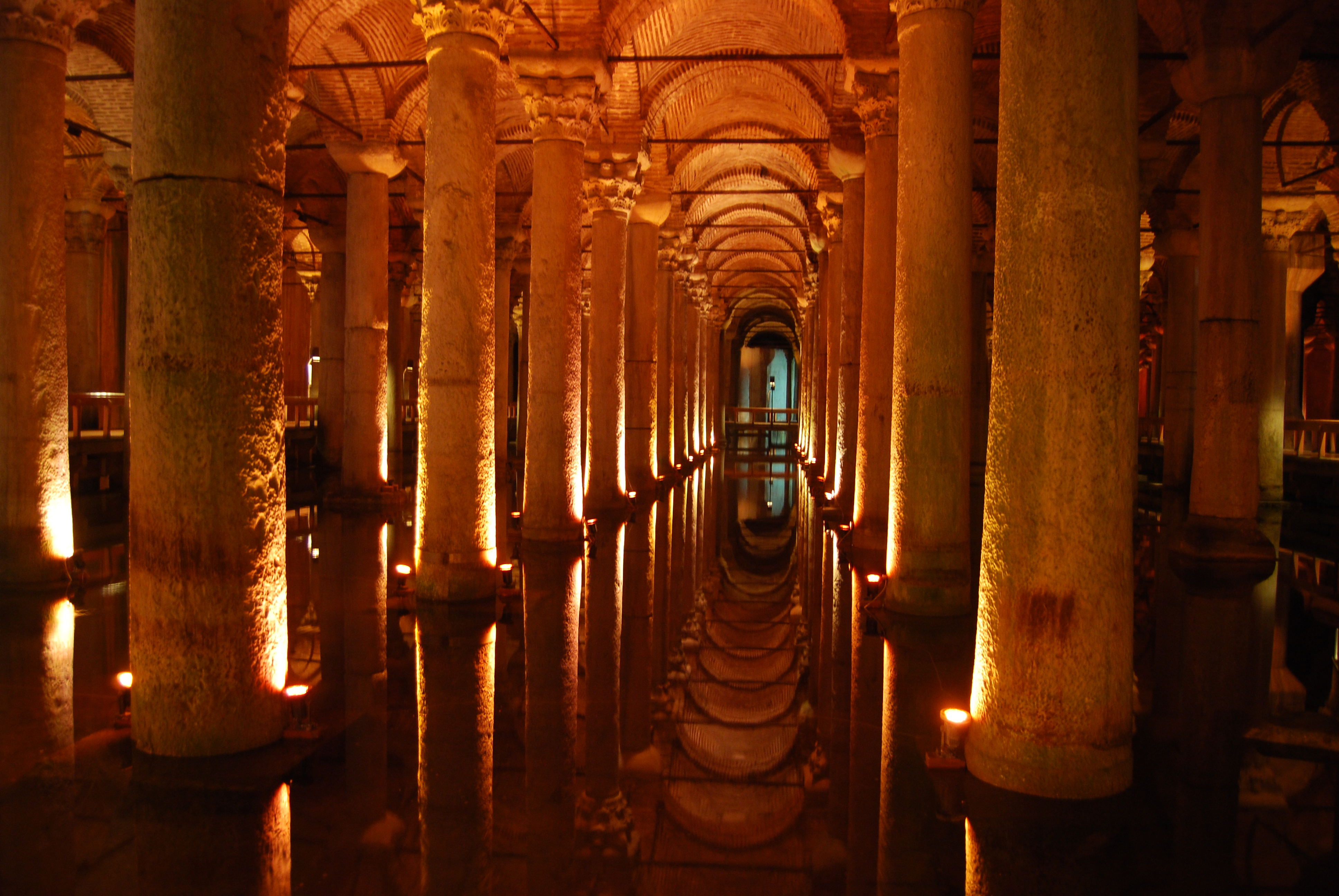
De Basilica Cisterne

Sienna bleek een seksuele vriendschap met Zobrist te hebben gehad en ze stond achter zijn denkwijze. Door de hulp van Robert is zij te weten gekomen waar de plaag zich bevond. Robert had immers het raadsel voor haar al bijna opgelost. Robert zelf kwam erachter dat het de Hagia Sophia in Istanboel moest zijn, dat is de plaats waar Enrico Dandolo begraven werd. Daar wordt duidelijk dat de zak is verborgen in een wateropslagplaats, de Basilica Cisterne. Sienna is Robert net voor, maar de zak was al open. Sienna probeert te ontsnappen door in het Turks brand te roepen wat paniek zaait onder de bezoekers. Robert achtervolgt haar.
We komen te weten dat de zak, die is gemaakt van in water oplosbaar materiaal, al een week eerder kapotgegaan was en dat de datum die genoemd werd, niet meer was dan de datum waarop de hele wereldbevolking reeds besmet zou zijn. Sienna kiest uiteindelijk wel voor de goede kant, zij probeert de gevolgen van de ramp te analyseren. De enige reden dat ze er zo mysterieus over gedaan had, was dat ze de Wereldgezondheidsorganisatie niet vertrouwde. Die werkt samen met regeringen en die zijn in staat om het virus op een foute manier te gebruiken, als wapen. De leider van het Consortium probeert nog te ontsnappen, maar werd door de Turkse politie opgepakt.
Het virus zal bij gemiddeld een derde van de mensen aanslaan die daarop onvruchtbaar worden. Uiteindelijk kiest Sienna voor samenwerking met de WHO om de gevolgen van het virus in kaart te brengen. Bertrand Zobrist was geobsedeerd door het werk van Thomas Malthus en hij ontwierp een vectorvirus dat zich nestelde in het DNA van de mens, dat daardoor veel onrust zou veroorzaken. Het boek besluit met een open einde als Robert terugvliegt naar Boston.

### Film
Het filmplot wijkt op veel punten af van het boek. Het belangrijkste is de boodschap van de schrijver. In het boek besmet het virus pijlsnel een derde van de mensheid en heeft dat deel onvruchtbaar gemaakt. In de film wordt een heel ander dodelijk virus net niet losgelaten op de wereld.

## Promotie
Dan Brown kondigde de titel voor zijn nieuwe boek aan op 15 januari 2013, waarna het ontwerp voor de cover volgde in februari 2013. De cover toont de bekende Kathedraal van Florence uit Italië. Een korte preview van Inferno werd gepubliceerd samen met een gratis e-book van De Da Vinci Code in maart 2013.
Inferno werd vertaald in het Frans, Duits, Spaans, Catalaans, Italiaans, Portugees, Noors, Deens, Zweeds, Fins, Turks, Fries en Nederlands voor een gelijktijdige publicatie met de Engelse versie. Twee teams van vertalers werden hiervoor in alle geheimhouding ondergebracht in het hoofdkwartier van Mondadori in Milaan en in de kelder van Random House in Londen tussen februari en april 2013.